# Ao Gaet'ale

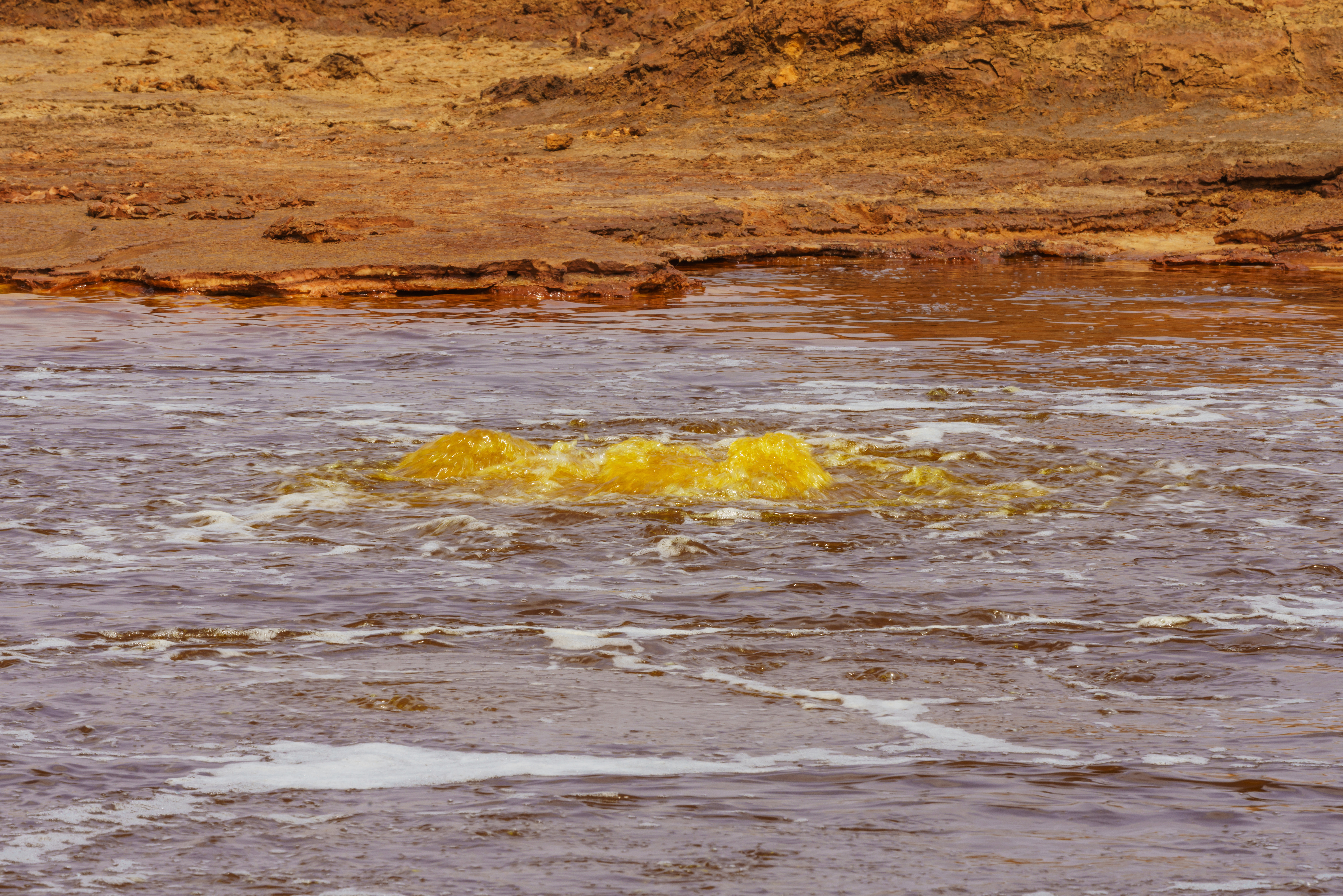
Suối nước nóng trong ao

Ao Gaet'ale là một ao siêu mặn nằm gần miệng núi lửa Dallol trong Vùng lòng chảo nội lục Danakil (Afar, Ethiopia). Nó nằm trên một suối nước nóng không có dòng chảy vào hoặc ra rõ ràng. Nước ao Gaet'ale có độ mặn 43%, khiến nó trở thành nơi có độ mặn nhất trên Trái Đất; thứ hai là hồ Don Juan ở Nam Cực với độ mặn là 33,8%.

## Vị trí và nguồn gốc
Ao Gaet'ale là ao lớn nhất trong số những ao nhỏ cách suối Dallol khoảng 4 km về phía đông nam. Nó có hình lưỡi liềm với đường kính khoảng 60m.
Theo những người sống ở làng Ahmed'ela gần đó, ao được hình thành sau trận động đất vào tháng 1 năm 2005. Nước hồ bắt nguồn từ một suối nước nóng ngầm. Vì lý do này, nhiệt độ của nước khoảng từ 50 đến 55 °C, nóng hơn môi trường xung quanh.

## Thành phần của nước
Các muối trong nước của ao Gaet'ale chủ yếu là calci chloride (CaCl2) ở mức 2,72 mol/kg và magiê chloride (MgCl2) ở mức 1,43 mol/kg. Nó cũng chứa một lượng nhỏ các ion Na+, K+ và NO2-. Tổng lượng chất rắn hòa tan là 433 g/L hoặc 43,3%. Nó cũng có thể chứa Fe3+ tạo thành phức chất với Cl-, khiến cho nước có màu vàng đặc trưng.
Các bọt khí không mùi thoát ra từ mặt hồ. Nó có thể khí CO2. Xác chim và côn trùng được tìm thấy xung quanh ao, và người ta đã cho rằng khí thoát ra từ hồ có khả năng gây hại cho động vật nhỏ hoặc con người.